# Robert E. De Forest

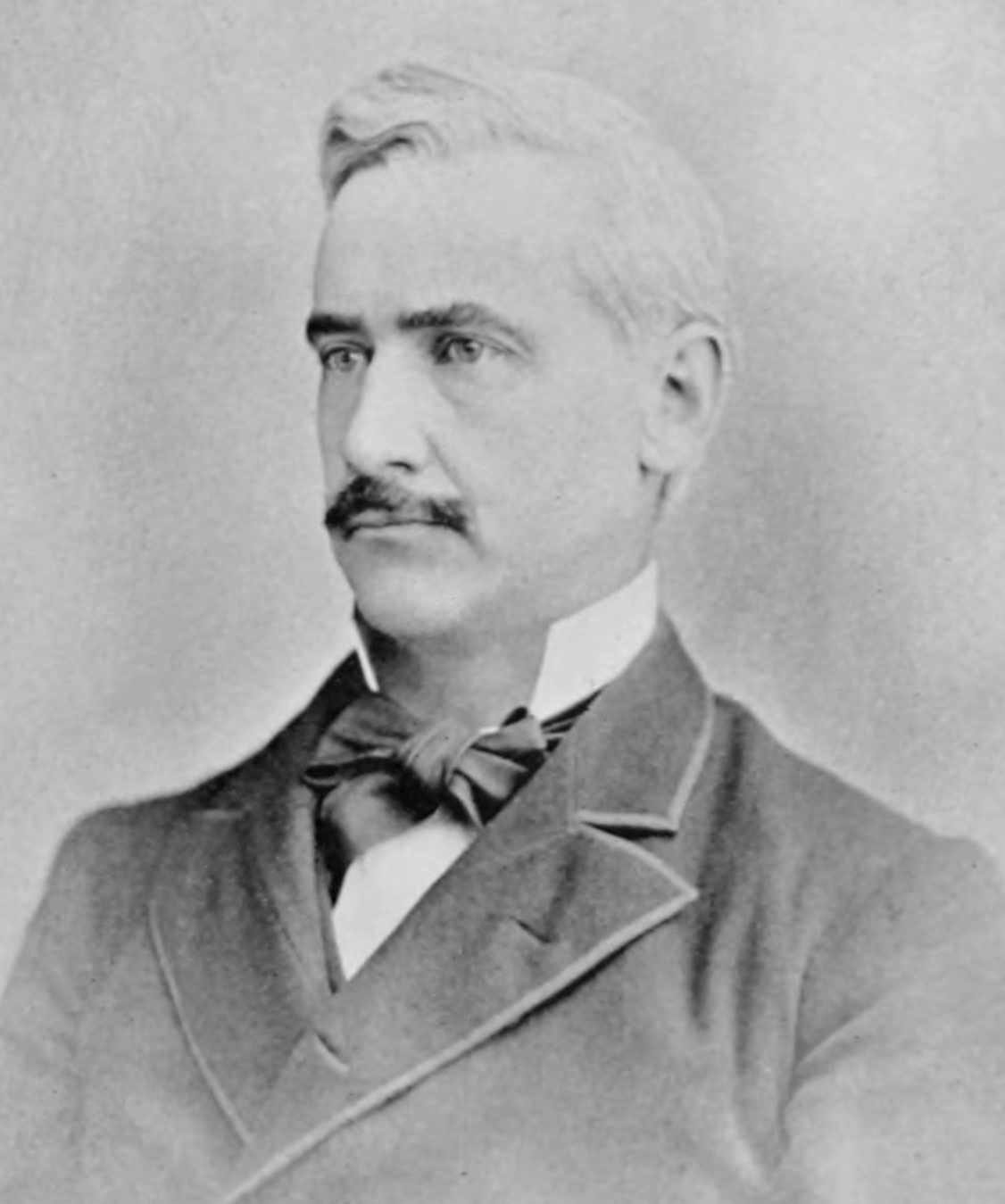
Robert E. De Forest

Robert Elliott De Forest (* 20. Februar 1845 in Guilford, Connecticut; † 1. Oktober 1924 in Bridgeport, Connecticut) war ein US-amerikanischer Politiker. Zwischen 1891 und 1895 vertrat er den Bundesstaat Connecticut im US-Repräsentantenhaus.

## Werdegang
Robert De Forest besuchte die öffentlichen Schulen seiner Heimat und die Guilford Academy. Danach studierte er bis 1867 am Yale College. Im Jahr 1867 zog er nach Royalton in Vermont, wo er als Lehrer an der Royalton Academy arbeitete. Nach einem Jurastudium und seiner im Jahr 1870 erfolgten Zulassung als Rechtsanwalt begann er in Bridgeport in seinem neuen Beruf zu praktizieren. Im Jahr 1872 wurde er juristischer Vertreter dieser Stadt. Zwischen 1874 und 1877 war De Forest Richter am Berufungsgericht im Fairfield County.
Politisch war De Forest Mitglied der Demokratischen Partei. Im Jahr 1878 wurde er zum Bürgermeister der Stadt Bridgeport gewählt; 1880 war er Abgeordneter im Repräsentantenhaus von Connecticut. 1882 war er für ein Jahr Mitglied des Staatssenats, anschließend war er Berater der Stadt Bridgeport, deren Bürgermeister er in den Jahren 1889 und 1890 erneut wurde.
1890 wurde De Forest im vierten Wahlbezirk von Connecticut in das US-Repräsentantenhaus in Washington, D.C. gewählt, wo er am 4. März 1891 die Nachfolge des Republikaners Frederick Miles antrat. Nach einer Wiederwahl im Jahr 1892 konnte er bis zum 3. März 1895 zwei zusammenhängende Legislaturperioden im Kongress absolvieren. Ab 1893 war er Vorsitzender des Ausschusses, der sich mit der Reform des öffentlichen Dienstes befasste. Bei den Wahlen des Jahres 1894 unterlag er dem Republikaner Ebenezer J. Hill. Nach dem Ende seiner Zeit im US-Repräsentantenhaus arbeitete De Forest wieder als Berufungsrichter. Danach nahm er seine Anwaltstätigkeit wieder auf. Er starb im Oktober 1924 in Bridgeport; dort wurde er auch beigesetzt.